# نيت ديفيس
نيت ديفيس (بالإنجليزية: Nate Davis)‏ هو لاعب كرة قدم أمريكية أمريكي، ولد في 25 مايو 1987 في بلايري في الولايات المتحدة.

## وصلات خارجية
- نيت ديفيس على موقع مرجع كرة القدم المحترفة.كوم (الإنجليزية)